# Neolítico Pastoral de la Sabana
El Neolítico Pastoral de la Sabana o SPN, anteriormente conocido como la Cultura del Cuenco de Piedra, es una colección de sociedades antiguas que aparecieron en el  Valle del Rift de África Oriental y áreas circundantes durante un período de tiempo conocido como el  Neolítico Pastoral. Eran pastores de habla  cusita del sur que poseían cabras y ovejas, que tendían a enterrar a sus muertos en cairns, mientras que su juego de herramientas se caracterizaba por cuencos de piedra, morteros, piedras de moler y vasijas de barro. Algunos incluso sugieren que practicaban la  irrigación y cultivaban granos como el mijo, aunque todavía hay algunas discusiones al respecto. A través de la arqueología, la lingüística histórica y la arqueogenética, se les ha identificado convencionalmente con los primeros pobladores de habla afroasiática de la zona. La datación arqueológica de los huesos del ganado y de los mojones funerarios también ha establecido el complejo cultural como el primer centro de pastoreo, tanto de ganado vacuno, caprino y ovino, como de construcción de piedra en la región.

## Descripción general
Se cree que los creadores de la cultura neolítica pastoral de la sabana llegaron al Valle del Rift en algún momento del período neolítico pastoral (c. 3.000 a. C.-700 d. C.). A través de una serie de migraciones desde el Cuerno de África, estos primeros pastores de habla cushita trajeron ganado y caprinos hacia el sur desde Sudán y/o Etiopía hasta el norte de Kenia, probablemente utilizando burros para el transporte. Según la datación arqueológica de los artefactos asociados y el material óseo, se establecieron primero en las tierras bajas de Kenia entre los años 5200 y 3300 a. C., una fase denominada «Neolítico Pastoral de la Sabana Baja». Posteriormente se extendieron a las tierras altas de Kenia y Tanzania alrededor del año 3300 a. C., lo que se conoce consecuentemente como la fase «Neolítica de Pastoreo de Sabana de las Tierras Altas».
Las excavaciones en el área indican que los pueblos neolíticos del pastoreo de la sabana eran principalmente pastores de ganado.[1]. Ordeñaban este ganado y también poseían cabras, ovejas y burros. Típicamente enterraban a sus difuntos en los cairns. Su juego de herramientas se caracterizaba por una industria lítica a base de cuchillas y de paletas, ollas de barro, cuencos y morteros de piedra, y ocasionalmente piedras de moler. Los pueblos neolíticos pastoriles de la sabana a veces cazaban caza mediana y mayor en las llanuras,. y durante la fase de tierras bajas de la cultura, también pescaban en el lago Turkana..
Sonia Mary Cole (1954) indica que ciertos morteros y piedras de afiler y moler que ella excavó de los niveles ocres fueron manchadas con ocre, mientras que otras de las capas carbonizadas no lo fueron. Consecuentemente, ella sugiere que estas últimas fueron usadas para moler granos. Otros estudiosos han argumentado que no hay evidencia arqueológica directa de que los pueblos del «NEP» cultivaran granos u otras plantas domésticas.
Aunque la información detallada sobre este segmento de la prehistoria africana no es abundante, los datos disponibles hasta ahora revelan una sucesión de transformaciones culturales dentro del Neolítico de la Pastoral de la Sabana. Estas transformaciones parecen haber sido fomentadas tanto por los cambios medioambientales como por los movimientos de población, entre los que se encuentra el aparente abandono de las vasijas de piedra alrededor de 1300 años a. C.
El análisis de ADN antiguo de un hueso neolítico de pastoreo de la sabana excavado en el sitio de Luxmanda, en Tanzania, encontró que el espécimen tenía una gran proporción de ancestros relacionados con la cultura  neolítica precerámica del  Levante, similar a la que tienen las poblaciones modernas de habla afroasiática que habitan el Cuerno de África. Esto sugiere que los portadores de la cultura neolítica de la Sabana Pastoral pueden haber sido hablantes del idioma cusita.

## Idioma
Se cree que los pueblos del SPN han hablado lenguas de la rama cushita del sur del afroasiático. Según Christopher Ehret, las investigaciones lingüísticas sugieren que estas poblaciones neolíticas de la pastoral de la sabana fueron los primeros hablantes afroasiáticos que se asentaron en el Valle Central del Rift y en las zonas circundantes. La región estaba habitada en el momento de su llegada por cazadores-recolectores khoisan que hablaban lenguas khoisan y practicaban una industria de cuchillas de Eburran.  El reciente análisis genético de los restos antiguos ha demostrado que la población del Neolítico Pastoral de la Sabana también fue responsable de la cultura pastoril Elmenteitana que vivió en el Valle del Rift durante el mismo período.
La cronología lingüística de los movimientos históricos de la población en el Valle Central del Rift, así como la distribución presente y pasada de los hablantes afroasiáticos, sugiere además que los pueblos del SPN probablemente hablaban lenguas cushitas del sur. Ehret (1998) propone que entre estos idiomas se encontraban las ya extintas lenguas Tale y Bisha, que fueron identificadas en base a palabras prestadas. Estos primeros hablantes cushitas de la región desaparecieron en gran medida tras la Expansión Bantú.

## Distribución
La cultura neolítica de la pastoral de la sabana se distribuyó inicialmente en elevaciones por debajo de los 1100 m en las tierras bajas del norte de Kenia (Neolítico de la pastoral de la sabana baja). Su área de distribución se extendió posteriormente a las tierras altas entre el centro de Kenia y el norte de Tanzania, en elevaciones por encima de los 1500 m (Neolítico Pastoral de la Sabana de las Tierras Altas). La ubicación preferida de los asentamientos para los sitios del NSP era un pastizal boscoso abierto en laderas suaves y bien drenadas de entre 1500 m y 2050 m.

## Cultura material
Los cuencos de piedra característicos de los constructores neolíticos de la Pastoral de la Sabana han sido recuperados tanto de sus lugares de ocupación como de sus cimientos de enterramiento.
Su cultura material se caracterizaba por varios estilos de cerámica, de los cuales se pueden encontrar hasta tres en un mismo sitio. La cerámica de Nderit (antes conocida como Gumban A) fue producida por los primeros pastores del SPN en la cuenca del Turkana. La cerámica más diagnosticada del NPS más al sur es la de Narosura, y algunos estudiosos de Akira (TIP), Maringishu (motivo de enrejado), y el motivo de espina de pescado también se encuentra en el NPS.
En cuanto a la tradición funeraria, los pueblos neolíticos de la Pastoral de la Sabana erigían mojones de piedra en espacios abiertos, refugios de roca, grietas o contra las paredes. Los difuntos eran enterrados con una serie de objetos, como cuencos de piedra, gomas de mortero y ocres